# Алибекотар
Алибекотар — кутан Ботлихского района Дагестана. Подчинен сельскому поселению Село «Гагатли».

## Географическое положение
Расположено на территории Бабаюртовского района, в 8 км к северо-востоку от села Бабаюрт между каналом Алибекотарский и коллектором № 8.

## История
Первые сведения встречаются в материалах переписи 1926 года, по ним хутор Алибек-отар состоял из 8 хозяйств и входил в состав Бабаюртовского сельсовета, население — 36 человек (18 мужчин и 18 женщин), кумыки. По данным на 1939 год хутор входил в состав Мужукайского сельсовета, в нем проживало 30 человек. В 1958 году земли бывшего хутора в составе участка госфонда «Притеречный» были переданы под зимние пастбища колхозов Ботлихского района.